# Mario and Zelda Big Band Live
Mario And Zelda Big Band Live est un album live, enregistré le 14 septembre 2003 au Nihon Seinenkan Hall de Tokyo, au Japon. Il s'agit d'un concert où les musiques des séries Mario et The Legend of Zelda furent jouées, arrangées de façon à être jouées par un orchestre Big Band,.

## Liste des titres
La première chanson fut jouée par Ashura Benimaru Itoh ; les chansons 2 à 6 et 13 à 17 furent jouées par The Big Band of Rogues (Tokyo Cuban Boys Jr.) ; les chansons 7 à 12 furent jouées par Yoshihiro Arita et son orchestre.
1. Opening (from Super Mario Bros.)
2. Super Mario 64 Opening ~ Overworld Theme
3. Super Mario Bros Medley
4. Mario (scat version) (from Super Mario Sunshine)
5. Go Go Mario (vocal rendition of Super Mario Bros main theme)
6. Super Mario Bros. 3 Ending Theme
7. Yoshi's Island Athletic Theme
8. Yoshi on the Beach (from Yoshi's Story)
9. Wind Waker Title Theme
10. Dragon Roost Island Theme (from The Legend of Zelda: The Wind Waker)
11. Epona's Song (from The Legend of Zelda: Ocarina of Time)
12. Delfino Plaza Theme (from Super Mario Sunshine)
13. Zora Band (from The Legend of Zelda: Majora's Mask)
14. Goron City Theme (from The Legend of Zelda: Ocarina of Time)
15. Shop Theme (from The Legend of Zelda: Ocarina of Time)
16. The Legend of Zelda Medley
17. Super Mario Sunshine Ending Theme
18. Encore: Slider (from Super Mario 64)